# Free at Last (album de Freeway)
Pour les articles homonymes, voir Free at Last.
Albums de Freeway
Philadelphia Freeway
(2003) Philadelphia Freeway 2
(2009)
Singles
1. Roc-A-Fella Billionaires
Sortie : 10 juillet 2007
2. Lights Get Low
Sortie : 20 novembre 2007

Free at Last est le deuxième album studio de Freeway, sorti le 20 novembre 2007. L'album sort conjointement sur Roc-A-Fella, Def Jam et G-Unit Records. Les producteurs exécutifs de l'album sont 50 Cent et Jay-Z.
Le titre est une référence à la fin du célèbre discours I have a dream de Martin Luther King : « Free at last! Free at last! Thank God Almighty, we are free at last! ».
D'autres artistes ont également publié des albums portant le titre Free at Last : Free (1972), Dc Talk (1992) ou encore Stretch Arm Strong (2005).
L'album s'est classé 5e au Top R&B/Hip-Hop Albums et 42e au Billboard 200.

## Liste des titres
| No  | Titre                                                                           | Contient un (des) sample(s) de                                                                              | Durée |
| --- | ------------------------------------------------------------------------------- | --- | ----- |
| 1.  | This Can't Be Real (featuring Marsha Ambrosius – Produit par Karma Productions) | I'm Afraid the Masquerade Is Over de David Porter Encore de Jay-Z Flipside de Freeway featuring Peedi Crakk | 3:44  |
| 2.  | It's Over (Produit par Jake One)                                                | Did You Hear What They Said? de Gil Scott-Heron et Brian Jackson C.R.E.A.M. du Wu-Tang Clan                 | 3:40  |
| 3.  | Still Got Love (Produit par Bink)                                               | Keep on Keeping on de Curtis Mayfield                                                                       | 3:45  |
| 4.  | Roc-A-Fella Billionaires (featuring Jay-Z – Produit par Dame Grease)            | Big Spender d'Helen Gallagher et Thelma Oliver                                                              | 3:41  |
| 5.  | When They Remember (Produit par Bink)                                           | The Way We Were / Try to Remember de Gladys Knight & the Pips                                               | 3:43  |
| 6.  | Take It to the Top (featuring 50 Cent – Produit par J.R. Rotem)                 | | 3:42  |
| 7.  | Spit That Shit (Produit par Dangerous LLC)                                      | | 3:43  |
| 8.  | Reppin' the Streets (Produit par Chad « Wes » Hamilton)                         | I'll Be the Other Woman de The Soul Children                                                                | 3:59  |
| 9.  | Free at Last (Produit par Double O)                                             | | 3:38  |
| 10. | Baby Don't Do It (featuring Scarface – Produit par Chad « Wes » Hamilton)       | The Overture of Foxy Brown de Willie Hutch                                                                  | 3:27  |
| 11. | Nuttin' On Me (Produit par Needlz)                                              | | 2:55  |
| 12. | Walk Wit Me (featuring Busta Rhymes et Jadakiss – Produit par Don Cannon)       | | 4:06  |
| 13. | Lights Get Low (featuring Rick Ross – Produit par Cool & Dre)                   | | 3:47  |
| 14. | I Cry (Produit par DJ Noodles)                                                  | I Cry de Millie Jackson                                                                                     | 3:11  |